# Comuna Demîdove, Berezivka
Demîdove (în ucraineană Демидове) este o comună în raionul Berezivka, regiunea Odesa, Ucraina, formată din satele Demîdove (reședința) și Lukașivka.

## Demografie
Componența lingvistică a comunei Demîdove
     Rusă (50,58%)
     Ucraineană (47,88%)
     Alte limbi (1,07%)
Conform recensământului din 2001, majoritatea populației comunei Demîdove era vorbitoare de rusă (50,58%), existând în minoritate și vorbitori de ucraineană (47,88%).